# Condado de Harding (Nuevo México)

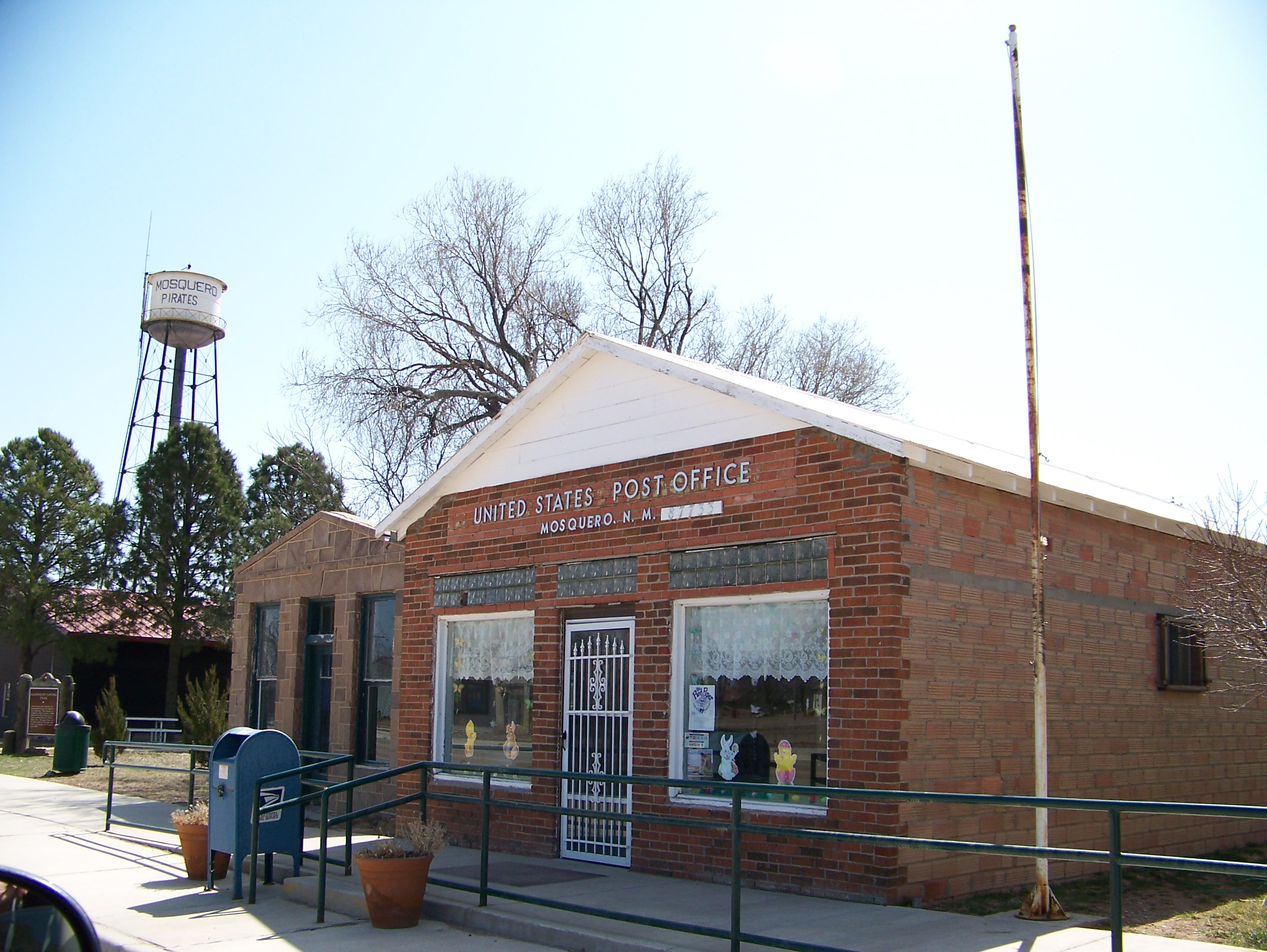
Mosquero es la ciudad más grande del Condado de Harding, Nuevo México

El condado de Harding es uno de los 33 condados del Estado estadounidense de Nuevo México. La sede del condado es Mosquero, y su mayor ciudad es Mosquero. El condado posee un área de 5.506 km² (los cuales 2 km² están cubiertos por agua), la población de 810 habitantes, y la densidad de población es de 0,2 hab/km² (según censo nacional de 2000). Este condado fue fundado en 1921.